# King K. Rool
King K. Rool (Kaptain K. Rool in Donkey Kong Country 2: Diddy's Kong Quest en Donkey Kong Land 2, Baron K. Roolenstein in Donkey Kong Country 3: Dixie Kong's Double Trouble! en Donkey Kong Land 3 en King Krusha K. Rool in Donkey Kong 64) is de voornaamste tegenstander in de serie Donkey Kong. Hij is de leider van de Kremlings. King K. Rool probeert in de serie meerdere malen Donkey Kongs bananenvoorraad te stelen. Hij gaat zelfs zo ver dat hij verscheidene leden van de familie Kong ontvoert. Zijn laatste verschijning in de Donkey Kong-gamereeks was in Donkey Kong: Jungle Climber voor de Nintendo DS.

## Rollen

### Serie Donkey Kong Country
King K. Rool kwam voor het eerst voor in het spel Donkey Kong Country uit 1994 en had daarin de rol van eindbaas. Hij en zijn Kremlings stalen Donkey Kongs bananenvoorraad. Na door verschillende regio's van het Donkey Kong Island gespeeld te hebben, komen Donkey Kong en zijn vriend Diddy Kong King K. Rool tegen op zijn schip. Na een lang gevecht wisten ze King K. Rool te verslaan en wonnen ze hun bananen weer terug.
In Donkey Kong Country 2: Diddy's Kong Quest ontvoert K. Rool (onder de naam Kaptain K. Rool) Donkey Kong. Hij eist de bananenvoorraad in ruil voor Donkey Kong. Aan Diddy en zijn vriendin Dixie Kong de taak om naar het thuis van de Kremlings: Crocodile Isle te gaan. Uiteindelijk komen ze Kaptain K. Rool tegen in zijn eigen luchtschip. Na een moeilijk gevecht werd K. Rool wederom verslagen en Donkey Kong werd gered. 
In Donkey Kong Country 3: Dixie Kong's Double Trouble! gaat K. Rool (onder de naam Baron K. Roolenstein) nog grondiger te werk. Dit keer gijzelt hij zowel Donkey Kong als Diddy Kong. Dixie en haar neef Kiddy Kong gaan er wederom op uit om hun vrienden te redden. Hij is hier opnieuw de eindbaas, samen met KAOS: een robot die hij zelf heeft gecreëerd. Na een moeizaam gevecht werd K. Rool voor de derde keer verslagen en werden de beide Kongs gered.

### Serie Donkey Kong Land
De Donkey Kong Land-serie volgt de verhaallijnen van de Donkey Kong Country-serie. In Donkey Kong Land steelt King K. Rool de bananen van de Kongs opnieuw. Hier treffen Donkey en Diddy hem in een luchtschip op een bouwwerf.
In Donkey Kong Land 2 komt Kaptain K. Rool tweemaal voor: als baas in zijn luchtschip, waar Donkey Kong bevrijd kan worden, en vervolgens als baas in de Lost World.
In Donkey Kong Land 3 willen Dixie en Kiddy bewijzen dat ze net als Donkey en Diddy de Lost World kunnen bereiken. Baron K. Roolenstein treedt er tweemaal op: eenmaal als baas in het "gewone" spel, een tweede keer als baas in de Lost World.

### Donkey Kong 64
K. Rool kwam voor het laatst voor in Donkey Kong 64 onder de naam King Krusha K. Rool. Dit keer probeert hij om het hele Donkey Kong Island op te blazen. Gelukkig crasht zijn schip. Hij heeft echter wel weer vier van Donkeys vrienden gegijzeld: Diddy Kong, Lanky Kong, Tiny Kong (Dixie Kong's zus) en Chunky Kong (Kiddy Kong's broer). In het laatste level vecht hij tegen alle vijf Kongs in de boksring en Chunky Kong geeft hem de laatste klap, hem uitschakelend. Als hij even later weer opstaat wordt hij door Funky Kong naar K. Lumsy (een ontslagen Kremling) geschoten. Die is helemaal niet blij om K. Rool te zien en slaat hem weg van Donkey Kong Island.

### Super Smash Bros. Ultimate
In Super Smash Bros. Ultimate is hij een speelbare vechter en heeft hij twee Spirits: een Fighter Spirit en een Kaptain K. Rool Spirit.
Lijst van Donkey Kong-spellen